# Gaia Palma
Gaia Palma (ur. 8 marca 1990 w Turynie) – włoska wioślarka.

## Osiągnięcia
- Mistrzostwa Świata Juniorów – Pekin 2007 – czwórka bez sternika – 5. miejsce[1].
- Mistrzostwa Świata Juniorów – Linz 2008 – czwórka bez sternika – 2. miejsce[1].
- Mistrzostwa Świata U-23 – Račice 2009 – czwórka podwójna – 6. miejsce[1].
- Mistrzostwa Europy – Brześć 2009 – dwójka bez sternika – 5. miejsce[1].